# Rodney Rogers
Rodney Ray Rogers (Durham, 20 giugno 1971) è un ex cestista statunitense, professionista nella NBA.

## Carriera
È stato selezionato dai Denver Nuggets al primo giro del Draft NBA 1993 (9ª scelta assoluta).
Con gli Stati Uniti ha disputato le Universiadi di Sheffield 1991.

## Statistiche

### College
| Anno      | Squadra           | PG | PT | MP   | TC%  | 3P%  | TL%  | RP  | AP  | PRP | SP  | PP   |
| --------- | ----------------- | -- | -- | ---- | ---- | ---- | ---- | --- | --- | --- | --- | ---- |
| 1990-1991 | W.F. Dem. Deacons | 30 | 29 | 29,8 | 57,0 | 28,6 | 66,9 | 7,9 | 1,5 | 1,8 | 0,6 | 16,3 |
| 1991-1992 | W.F. Dem. Deacons | 29 | 28 | 32,6 | 61,4 | 38,0 | 68,3 | 8,5 | 2,8 | 1,3 | 0,9 | 20,5 |
| 1992-1993 | W.F. Dem. Deacons | 30 | 29 | 32,4 | 55,5 | 35,8 | 71,7 | 7,4 | 2,3 | 1,8 | 0,9 | 21,2 |
| Carriera  | Carriera          | 89 | 86 | 31,6 | 57,9 | 34,9 | 69,4 | 7,9 | 2,2 | 1,6 | 0,8 | 19,3 |

### NBA

#### Regular Season
| Anno      | Squadra            | PG  | PT  | MP   | TC%  | 3P%  | TL%  | RP  | AP  | PRP | SP  | PP   |
| --------- | ------------------ | --- | --- | ---- | ---- | ---- | ---- | --- | --- | --- | --- | ---- |
| 1993-1994 | Denver Nuggets     | 79  | 14  | 17,8 | 43,9 | 38,0 | 67,2 | 2,9 | 1,3 | 0,8 | 0,6 | 8,1  |
| 1994-1995 | Denver Nuggets     | 80  | 77  | 26,8 | 48,8 | 33,8 | 65,1 | 4,8 | 2,0 | 1,2 | 0,6 | 12,2 |
| 1995-1996 | L.A. Clippers      | 67  | 51  | 29,1 | 47,7 | 32,0 | 62,8 | 4,3 | 2,5 | 1,1 | 0,5 | 11,6 |
| 1996-1997 | L.A. Clippers      | 81  | 62  | 30,6 | 46,2 | 36,1 | 66,3 | 5,1 | 2,7 | 1,1 | 0,8 | 13,2 |
| 1997-1998 | L.A. Clippers      | 76  | 70  | 32,9 | 45,6 | 34,0 | 68,6 | 5,6 | 2,7 | 1,2 | 0,5 | 15,1 |
| 1998-1999 | L.A. Clippers      | 47  | 7   | 20,6 | 44,1 | 28,6 | 67,3 | 3,8 | 1,6 | 1,0 | 0,5 | 7,4  |
| 1999-2000 | Phoenix Suns       | 82  | 7   | 27,9 | 48,6 | 43,9 | 63,9 | 5,5 | 2,1 | 1,1 | 0,6 | 13,8 |
| 2000-2001 | Phoenix Suns       | 82  | 3   | 26,6 | 43,0 | 29,6 | 76,1 | 4,4 | 2,2 | 1,2 | 0,6 | 12,2 |
| 2001-2002 | Phoenix Suns       | 50  | 7   | 25,1 | 46,6 | 35,0 | 82,8 | 4,8 | 1,4 | 1,0 | 0,3 | 12,6 |
| 2001-2002 | Boston Celtics     | 27  | 1   | 23,2 | 48,2 | 41,1 | 70,0 | 4,0 | 1,5 | 0,6 | 0,4 | 10,7 |
| 2002-2003 | N.J. Nets          | 68  | 0   | 19,2 | 40,2 | 33,3 | 75,6 | 3,9 | 1,6 | 0,7 | 0,5 | 7,0  |
| 2003-2004 | N.J. Nets          | 69  | 15  | 20,4 | 41,0 | 32,9 | 76,5 | 4,4 | 2,0 | 0,9 | 0,4 | 7,8  |
| 2004-2005 | N.O. Hornets       | 30  | 26  | 29,4 | 37,7 | 27,2 | 76,2 | 4,7 | 2,0 | 0,6 | 0,4 | 9,2  |
| 2004-2005 | Philadelphia 76ers | 28  | 7   | 17,3 | 39,1 | 30,3 | 71,4 | 3,7 | 0,9 | 0,8 | 0,3 | 6,0  |
| Carriera  | Carriera           | 866 | 347 | 25,3 | 45,1 | 34,7 | 69,0 | 4,5 | 2,0 | 1,0 | 0,5 | 10,9 |

#### Playoffs
| Anno     | Squadra            | PG | PT | MP   | TC%  | 3P%  | TL%  | RP  | AP  | PRP | SP  | PP   |
| -------- | ------------------ | -- | -- | ---- | ---- | ---- | ---- | --- | --- | --- | --- | ---- |
| 1994     | Denver Nuggets     | 12 | 0  | 15,8 | 38,8 | 31,6 | 63,0 | 1,8 | 1,3 | 0,6 | 0,5 | 5,1  |
| 1995     | Denver Nuggets     | 3  | 3  | 25,3 | 54,5 | 25,0 | 25,0 | 4,0 | 1,7 | 1,0 | 1,3 | 8,7  |
| 1997     | L.A. Clippers      | 3  | 3  | 28,3 | 41,4 | 20,0 | 75,0 | 2,3 | 2,0 | 1,3 | 1,0 | 10,7 |
| 2000     | Phoenix Suns       | 9  | 0  | 29,2 | 41,7 | 22,2 | 74,2 | 6,8 | 1,6 | 1,1 | 1,1 | 14,1 |
| 2001     | Phoenix Suns       | 4  | 0  | 20,5 | 30,0 | 20,0 | 64,3 | 3,5 | 0,5 | 0,5 | 0,8 | 8,8  |
| 2002     | Boston Celtics     | 16 | 0  | 24,6 | 42,6 | 36,5 | 88,6 | 5,5 | 2,1 | 1,0 | 0,4 | 8,9  |
| 2003     | N.J. Nets          | 20 | 0  | 17,5 | 37,2 | 40,5 | 71,1 | 2,8 | 1,4 | 0,3 | 0,2 | 6,7  |
| 2004     | N.J. Nets          | 11 | 0  | 20,7 | 31,9 | 22,7 | 80,0 | 5,0 | 1,1 | 0,5 | 0,3 | 6,1  |
| 2005     | Philadelphia 76ers | 4  | 0  | 12,3 | 46,2 | 37,5 | 71,4 | 1,0 | 0,3 | 0,0 | 0,5 | 5,0  |
| Carriera | Carriera           | 82 | 6  | 20,9 | 39,2 | 31,0 | 73,4 | 3,9 | 1,4 | 0,7 | 0,5 | 7,9  |

## Palmarès
- McDonald's All-American Game (1990)
- NCAA AP All-America Second Team (1993)
- NBA Sixth Man of the Year (2000)